# Toxiferina
La Toxiferina es una toxina del curare. Es un antagonista de los receptores nicotínicos de acetilcolina. Es un relajante muscular que provoca parálisis del músculo esquelético, el cual toma aproximadamente 2 horas para recuperarse de una dosis moderada, y 8 horas de parálisis total con una dosis 20 veces mayor.

## Biosíntesis
La toxiferina es un derivado de la estrictosidina, la cual se convierte en deshidrogeissosquizina, preakuammicina,  y ésta produce el aldehído Wieland–Gumlich. A partir de este último se forma el dímero toxiferina.